# Арсенопирит
Арсе́нопири́т (от лат. arsenicum,  — мышьяк) — минерал из класса сульфидов состава FeAsS. Синонимы: мышьяковый колчедан, мышьяковисто-сернистое железо, миспикель, тальгеймит.

## Свойства
Обычно содержит изоморфные примеси кобальта и никеля. Образует изоморфный ряд минералов: арсенопирит (до 3 % Со) — данаит (до 12 % Со) — глаукодот (больше 12 % Со). Моноклинная сингония. Образует псевдоромбические, призматические и игольчатые кристаллы, звездчатые сростки, шестоватые и зернистые агрегаты. Блеск металлический, цвет оловянно-белый. Твёрдость по шкале Мооса 5,5 — 6. Плотность 5,9 — 6,2 г/см3. Хрупкий, излом неровный. При ударе издаёт резкий чесночный запах.

## Происхождение
Арсенопирит встречается в гидротермальных рудных жилах совместно с галенитом, сфалеритом, флюоритом, кварцем. Реже — в ассоциации с вольфрамитом, касситеритом, самородным золотом и др. Для него характерно образование в широком интервале температур, он встречается также в пегматитах и в высокотемпературных постмагматических (пневматолитовых) месторождениях, иногда в зонах контактового метаморфизма. При выветривании и окислении на земной поверхности арсенопирит переходит в скородит и другие водные арсенаты железа.

## Применение
Арсенопирит — основное сырьё для получения мышьяка и его соединений. Попутно из него извлекаются полезные примеси (кобальт и никель).
При нагревании муфельных печах без доступа воздуха разлагается. Сублимирующий мышьяк затем конденсируются и превращаются в твёрдый в железных трубках, идущих от печей, и в особых керамических приёмниках
{\displaystyle {\mathsf {FeAsS\xrightarrow {t^{o}C} \ FeS\ +\ As\uparrow }}}